# Ablânia
 Ablânia  (Sloanea guianensis) é uma planta do gênero Sloanea, da família das Eleocarpáceas, nativa da Guiana, que fornece madeira vermelha. Sloanea cuneifolia é um sinónimo.